# XOXO (英語)
XOXO（XO、Hugs and kisses）とは、北米において、誠実・信仰・愛・友情を表すアメリカ英語・カナダ英語のスラング。手紙、Eメール、テキストメッセージの締めに使用される。イギリスではXOXOよりも「hugs and kisses」がより一般的である。

## 起源
封筒、メモ、文章の下部にキスを意味する「X」を付けるという習慣は、誠実さ、信仰、正直を意味する文書や文字にキリスト教の十字架が描かれた中世にまでさかのぼる。